# Michael Ruzgis
Michael Ruzgis ou Mykolas Ruzgys, né le 15 janvier 1915 à Chicago (Illinois) et mort le 15 décembre 1986 à Chicago est un joueur puis entraîneur de basket-ball américain et lituanien.

## Biographie
En tant que joueur, il remporte le championnat d'Europe de 1939 avec l'équipe nationale de Lituanie à Kaunas (Lituanie). 
Il est incorporé dans l’armée américaine à partir de fin octobre 1942 à la 89e division d’infanterie, dans la 9e armée. Il arrive en Europe le 21 janvier 1945 après 11 jours de traversée, combat en Belgique puis Allemagne où il fait partie des libérateurs des camps de concentration de Ohrdruf et Buchenwald. Décoré trois fois, il est démobilisé le 28 février 1946.
A Paris, il tombe amoureux d’Andrée Maloigne, avec laquelle il aura quatre de ses cinq enfants,.
En 1947, il entraîne l'équipe nationale de France et reste, en 2021, le seul entraîneur étranger de l'équipe nationale française. Il fait évoluer le jeu contribuant à la médaille d’argent aux Jeux Olympiques de Londres en 1948.
En 1950, il entraîne l'équipe nationale d'Espagne au championnat du monde à Buenos Aires, Argentine, tout en dirigeant le club de U.D. Huesca en championnat espagnol.